# Angoli di cielo
Angoli di cielo è una canzone dei Tiromancino, pubblicato come secondo singolo estratto dall'album L'alba di domani del 2007.

## Video musicale
Il videoclip, ambientato nelle vicinanze di un aeroporto, è diretto da Cosimo Alemà.

## Tracce
1. Angoli di cielo – 4:01